# François Valentiny
François Valentiny (Remerschen, 26 de octubre de 1953) es un arquitecto luxemburgués.

## Biografía artística
Entre 1975 y 1980 estudia arquitectura en la Escuela de Arquitectura de Nancy y en la Universidad de Artes Aplicadas de Viena.
En 1980 completó sus estudios con el título de Maestro arquitecturae en la clase principal del profesor Holzbauer en la Universidad de Artes Aplicadas de Viena y fue becado por el Ministerio Federal de Ciencia e Investigación de Austria. Al mismo tiempo, formó una alianza con Hubert Hermann, fundador del estudio de arquitectura «Hermann & Valentiny» en Luxemburgo y Viena.De 1987 a 1992 fue profesor visitante en el Departamento de Arquitectura de la Universidad de Ciencias Aplicadas de Trèveris y en 1991 se convirtió en el primer representante de Luxemburgo en la Bienal de Arquitectura de Venecia. Entre los años 1991 a 2007, pasó por diferentes épocas, a ser miembro del comité de diseño de asesoramiento en la ciudad de Salzburgo, miembro del comité de arquitectura y de asesoramiento urbanístico de la ciudad de Trèveris, miembro del comité asesor del Museo de Arquitectura Alemana en Frankfurt del Meno y miembro del comité de administración de la Fundación de Arquitectura e Ingeniería en Luxemburgo, también ocupó el cargo de presidente entre los años 2006 y 2007.
Entre 2000 y 2003 fue profesor sustituto en la Universidad de Ciencias Aplicadas de Leipzig y en 2002 fundó y publicó la primera revista de arquitectura de Luxemburgo Adato. 

## Distinciones
- 2006 fue galardonado con la Condecoración de Honor de la Orden al Mérito de la República de Austria (novena clase).[1]

## Galería de obras

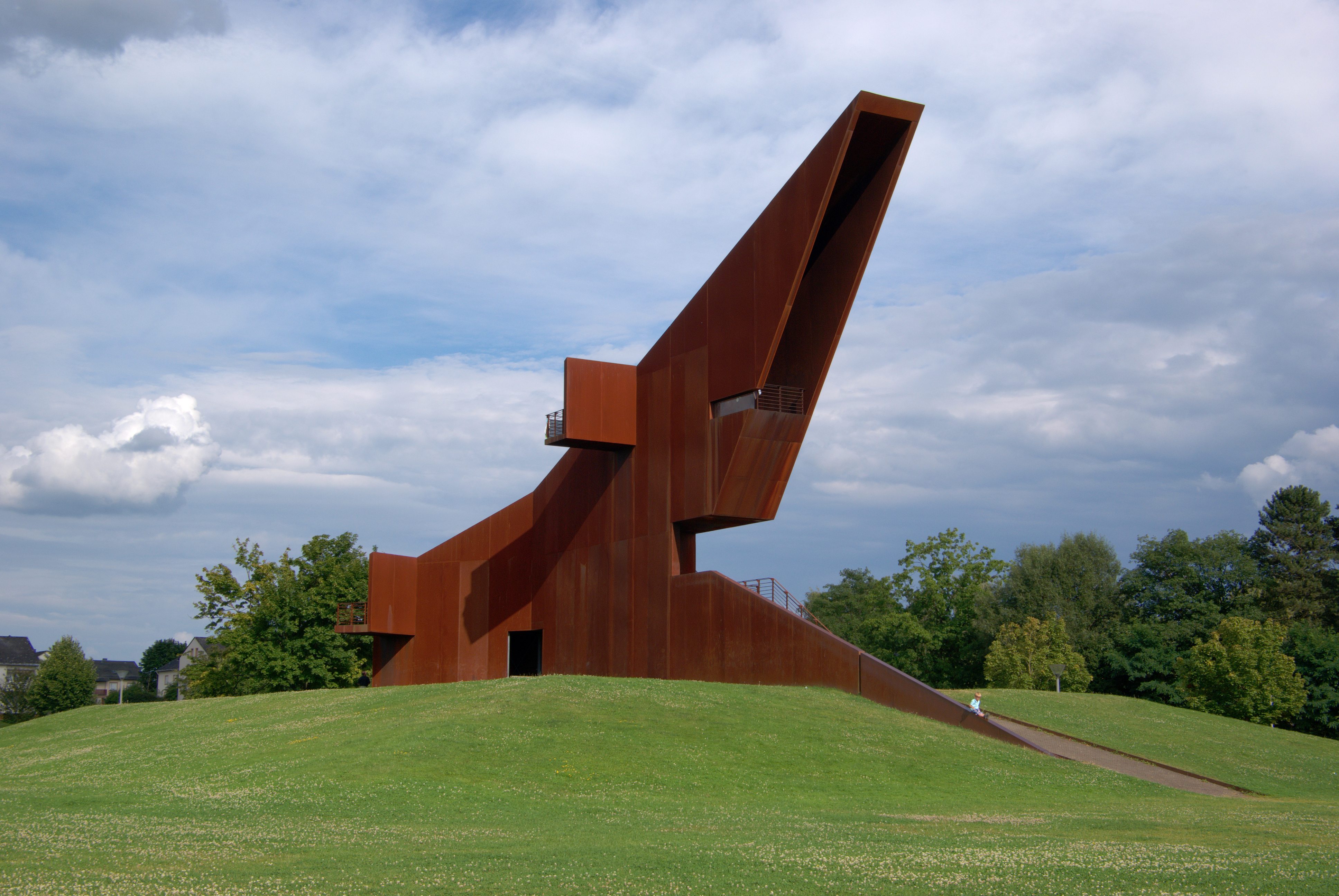
Torre en Tréveris (Alemania)
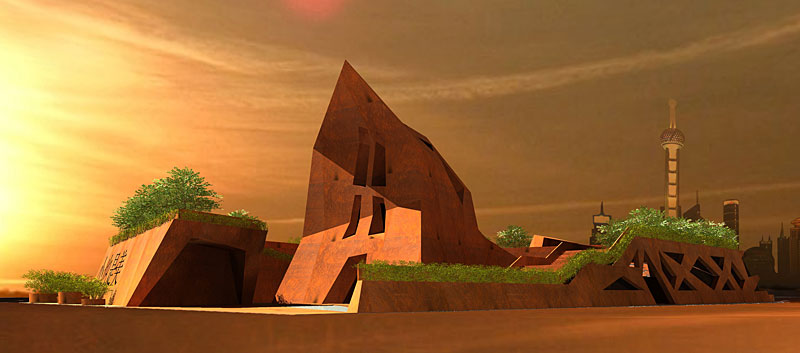
Pabellón de Luxemburgo en el Exo 2010 de Shanghái (China)
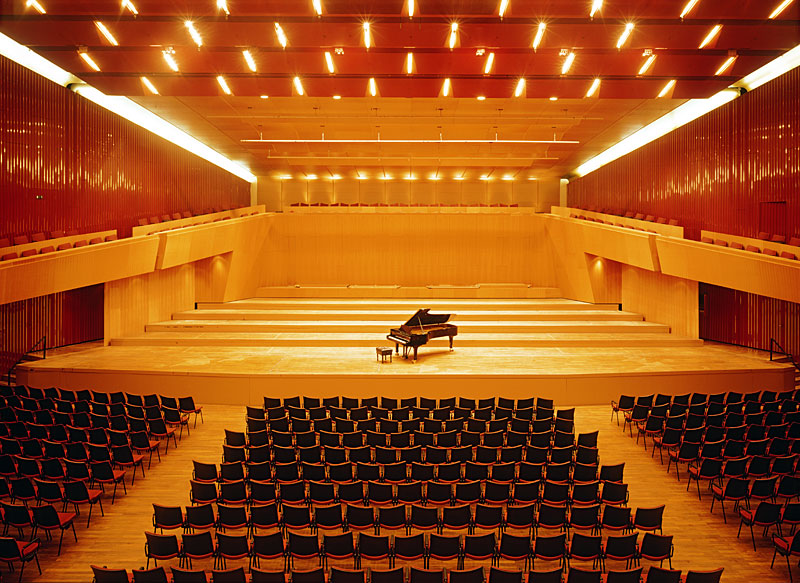
Sala de congresos en Saarbrücken (Alemania)